# Коректурні знаки
Коректу́рні зна́ки — система умовних графічних знаків, які застосовують для розмітки оригіналів та виправлення різноманітних помилок в коректурних відбитках. Вони вказують на місце і характер виправлення помилок в тексті або ілюстративному матеріалі. Графічне креслення цих знаків наведені в «СИБИД. ГОСТ 7.62-90 Знаки для разметки оригиналов и исправления корректируемых и пробных оттисков. Общие требования», який набув чинності 1 січня 1991 р. і написаний російською мовою на основі радянських стандартів.
Всі коректурні знаки й виправлення чітко пишуть чорними, синіми або фіолетовими чорнилами, але не олівцем. Пояснення до виправлень оформлюють на берегах сторінки.

## Види коректурних знаків

Таблиця практичного використання коректурного знака

Відповідно до стандарту, коректурні знаки поділяються на ті, що призначені для внесення правок в текстові оригінали і ілюстративні. Крім того, існують такі групи коректурних знаків:
- знаки заміни, вилучення, вставки;
- знаки перестановки;
- знаки зміни пробілів;
- знаки абзацного відступу;
- знаки виправлення технічних дефектів набору;
- знаки шрифтових виділень та змін;
- знаки відміни внесених попередньо змін[1].

Для ілюстраційної частини використовують такі коректурні знаки:
- зміни насиченості вказаного кольору на заданий відсоток; — зміни негатива на позитив і навпаки;
- зміни контрастності;
- вирівнювання нечітких контурів;
- видалення окремих деталей ілюстрації;
- повертання ілюстрації чи її деталей на вказаний кут;
- перетворення прямого зображення в дзеркальне й навпаки;
- зміни розмірів ілюстрації чи її деталей;
- внесення змін по всій ілюстрації.

### Основні правила використання коректурних знаків
- Під час редагування авторського чи коректури видавничого оригіналу помилки виправляють за допомогою коректурних знаків. Текст виправлення (заміни чи вставлення), коли він є, зазначають на березі, при цьому коректурний знак із виправленням повторюють на полях (лівому або правому) навпроти рядка з помилкою, де й пишуть текст виправлення справа від коректурного знака.
- Один коректурний знак повинен стосуватися тільки одного виправлення, а тому графічні позначення знаків потрібно модифікувати. Коли ж однакове виправлення повторюють декілька разів, то можна вказувати коректурний знак один раз та у кружечку поруч зазначити необхідну кількість повторень знака.
- Додаткові вказівки стосовно видання слід обводити та подавати на берегах поряд із коректурними знаками.
- У виданнях із багатостовпцевим набором, де мала відстань між рядками й стовпцями використовують спеціальні лінії, якими з'єднують місце розташування відхилення з продубльованим коректурним знаком на полі сторінки, де уточнюють особливості виправлення.